# Jan Van Ruysbroeck (religieux)
Ne doit pas être confondu avec Jean Van Ruysbroeck (architecte).
Pour les articles homonymes, voir Ruysbroeck.
Jan van Ruusbroec (ou, selon la graphie moderne, van Ruysbroeck), latinisé en Iohannes Rusbroquius, francisé en Jean de Ruysbroeck, est un clerc brabançon né en 1293, peut-être dans le village de Ruysbroeck (duché de Brabant) non loin de Bruxelles et mort en 1381 à Groenendael, situé également dans le Brabant.
Considéré parfois comme  un disciple de Maître Eckhart, il tient une grande place dans le courant de la mystique rhéno-flamande.
Ses ouvrages, inspirés par les doctrines du Pseudo-Denys l'Aréopagite, sont écrits en moyen néerlandais et ont été publiés en latin par Surius (Cologne, 1552), et réimprimés en 1609 et 1692.
Jan van Ruusbroec a été béatifié le 9 novembre 1908 par le pape Pie X. Il est fêté le 2 décembre.

## Biographie

### Formation
Jan van Ruusbroec va étudier à Bruxelles à l’âge de onze ans auprès de son oncle, Jan Hinckaert ; celui-ci est alors chanoine de la collégiale Sainte-Gudule. Il y reçoit une instruction relativement modeste.
On peut ensuite distinguer deux cycles dans sa vie : tout d'abord à Bruxelles jusqu’en 1343, il est clerc séculier (prêtre) ; ensuite à Groenendael (la « vallée verte ») jusqu’à sa mort en 1381, il devient clerc régulier (moine).

### Prêtre
Il est ordonné prêtre à l’âge de vingt-quatre ans et devient chapelain de Sainte-Gudule. Il restera simple prêtre à Bruxelles jusqu’à l’âge de cinquante ans. Il commence l’écriture d’une œuvre mystique équilibrée, qui ne rejette, contrairement à certains courants mystiques de cette époque, ni les œuvres, ni la médiation de l’Église (sacrements et liturgie).

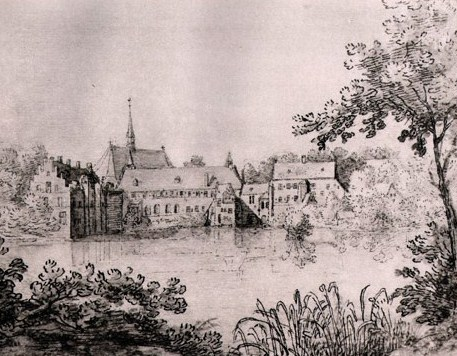
Le prieuré de Groenendael et, à gauche, l’édifice surmonté de pignons à redents, le pavillon de chasse de Ravenstein

### Au monastère

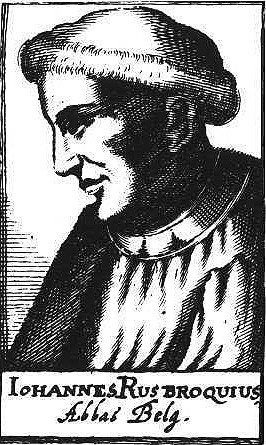
Représentation tardive de Jan van Ruusbroec, d'après un imprimé.

À l’âge de cinquante ans, en 1343, Jan van Ruusbroec change de vie et fonde le prieuré de Groenendael, dans la forêt de Soignes. Cette communauté est d’abord sans règle précise, puis va suivre celle des chanoines augustins. Jan van Ruusbroec en est la figure centrale, sans en être toutefois le dirigeant. Là, il continue son œuvre, dont la dernière, Les Douze béguines, est l’une des plus connues. Sa renommée est grande dès son vivant, non seulement en Brabant mais dans tous les pays voisins.
Il meurt à quatre-vingt-neuf ans – âge exceptionnel pour l’époque – dans sa communauté de Groenendael, le 2 décembre 1381. Il est béatifié en 1908 par décret pontifical.

## Postérité
Jan van Ruusbroec est l’auteur d’une œuvre écrite en moyen néerlandais (thiois) : elle comprend onze traités mystiques et de nombreuses lettres, et représente une synthèse critique entre la spiritualité des béguines flamandes et la Mystique rhénane. Son ouvrage le plus célèbre reste L’Ornement des noces spirituelles, datant de sa période bruxelloise. Cette œuvre a été suspectée de panthéisme – donc d’hérésie –, notamment par le chancelier de l’Université de Paris Jean de Gerson, et plus tard par Bossuet.
Au XVe siècle, l'enseignement spirituel de Ruusbroec se répand grâce aux compilations de ses livres, réalisées par le franciscain flamand Henri Herp, et largement diffusées par l'imprimerie alors naissante. Par cet intermédiaire, la pensée de Ruusbroec va influencer la Mystique espagnole du XVIe siècle, ainsi que l'École française de spiritualité au XVIIe siècle.
Au XIXe siècle, le poète et écrivain belge Maurice Maeterlinck contribua à faire redécouvrir le grand mystique flamand, notamment dans son article « Ruysbroek l’admirable » paru dans la Revue Générale à Bruxelles en 1889, puis dans sa traduction en 1891 de L’Ornement des noces spirituelles.
À la même époque, l'écrivain Joris-Karl Huysmans le cite en exergue de son œuvre majeure À rebours : "Il faut que je me réjouisse au-dessus du temps... Quoique le monde ait horreur de ma joie, et que sa grossièreté ne sache pas ce que je veux dire."
Il est par ailleurs évoqué dans le journal de Léon Bloy à la date du 26 novembre 1893 (Le Mendiant ingrat, 1898) : "Si tu savais les jouissances que Dieu donne et le goût délicieux du Saint-Esprit !" disait Ruysbroeck l’Admirable."
Il est abondamment cité par la mystique française Élisabeth de la Trinité dans ses traités spirituels, en prenant source dans ses Œuvres choisies, publiées en 1902.
Il est également cité par Georges Bernanos dans Journal d'un curé de campagne (1936) : "Souviens-toi de cette parole de Ruysbroeck l'Admirable, un Flamand comme moi : "Quand tu serais ravi en Dieu, si un malade te réclame une tasse de bouillon, descends du septième ciel, et donne-lui ce qu'il demande."  
Actuellement, ses ouvrages (les Noces spirituelles, la Pierre Brillante, les Sept clôtures, le Livre de la plus haute vérité, l'Habitation intérieure  et nombre d'autres) continuent d'être traduits et lus en de nombreuses langues.
Son nom a été donné à un collège jésuite de Bruxelles (Laeken) le Jan-van-Ruusbroeckollege.

### Œuvres
1. Dat rijcke der ghelieven (Le Règne des amants) (Regnum amantium Deum[4]), il s'agit de son premier texte écrit en 1330 à Bruxelles.
2. Die chierheit van der gheestelijcker brulocht (L'ornement du mariage spirituel) (De ornatu spiritalium nuptiarum)
3. Vanden blinkenden steen (De la pierre étincelante) ( De perfectione filiorum dei)
4. Vanden vier becoringhen (Des quatre tentations) (De quatuor tentationibus)
5. Vanden kerstenen ghelove (De la croyance chrétienne) (De fide et iudicio)
6. Vanden gheesteliken tabernakel  (Du tabernacle spirituel) (In tabernaculum foederis commentaria)
7. Vanden seven sloten (Des sept clefs) (De septem custodiis)
8. Een spieghel der eeuwigher salicheit (Un miroir de l'éternelle béatitude) (Speculum aeternae salutis) écrit en 1359
9. Van seven trappen in den graed der gheesteleker minnen (Des sept marches dans l'escalier de l'amour spirituel) (De septem amoris gradibus)
10. Vander hoechster waerheit ou Dat boecsken der verclaringhe livre aussi appelé Samuel (De la plus haute vérité ou Le livre de l'élucidation dit aussi Samuel) (Samuel vel de alta contemplatione)
11. Vanden XII beghinen (Des douze béguines) (De vera contemplatione)
12. Lettres (il ne reste que le texte de sept d'entre elles)

### Éditions critiques
- Ioannis Rusbrochii De ornatu spiritualium nuptiarum, Wilhelmo Iordani interprete, éd. Kees Schepers, Brepols, Turnhout 2004,  (ISBN 2-503-05079-4)
- Jan van Ruusbroec: Vanden seven sloten, éd. Guido de Baere, Brepols, Turnhout 1989
- Jan van Ruusbroec: Vanden blinkenden steen, Vanden vier becoringhen, Vanden kerstenen ghelove, brieven/letters, éd. Guido de Baere, Brepols, Turnhout 1991,  (ISBN 2-503-04101-9)
- Jan van Ruusbroec: Van seven trappen, éd. Robo de Faesen, Brepols, Turnhout 2003,  (ISBN 2-503-04091-8)
- Jan van Ruusbroec: Een spieghel der eeuwigher salicheit, éd. Guido de Baere, Brepols, Turnhout 2001,  (ISBN 2-503-04081-0)
- Jan van Ruusbroec: Dat rijcke der ghelieven, éd. Joseph Alaerts, Brepols, Turnhout 2002
- Jan van Ruusbroec: Die geestelike brulocht, éd. Joseph Alaerts, Brepols, Turnhout 1988
- Jan van Ruusbroec: Boecsken der verclaringhe, éd. Guido de Baere, Brepols, Turnhout 1989
- Jan van Ruusbroec: Van den geesteliken tabernakel, éd. Thom Mertens, 2 volumes, Brepols, Turnhout 2006
- Jan van Ruusbroec: Vanden XII beghinen, éd. Mikel M. Kors, 2 volumes, Brepols, Turnhout 2001,  (ISBN 2-503-04081-0)

### Traductions françaises
- Écrits, 4 tomes, Editions du Cerf, collection Bellefontaine, 2010.
- L'Ornement des noces spirituelles, Ruysbroeck l'Admirable, éditions universitaires, 1966, Paris.
- Œuvres complètes de Ruysbroeck l'Admirable, traduction du flamand par les bénédictins de Saint-Paul de Wisques, 6 volumes, Vromant et Cie, Bruxelles-Paris, 1917-1938  [lire en ligne]

### Études et essais

#### en Français
- Benoît Beyer de Ryke, Maître Eckhart, éditions Entrelacs, Paris, 2004, 302 p.
- Collectif, Maître Eckhart et Jan Van Ruusbroec, études sur la mystique « rhéno-flamande », s/d Alain Dierkens et Benoît Beyer de Ryke, éditions de l’Université de Bruxelles, Bruxelles, 2004, 242 p.
- Claude-Henri Rocquet, Ruysbroeck l'admirable, Salvator, Paris, 2014, 252 p.
- Claude-Henri Rocquet, Petite vie de Ruysbroeck, Desclée de Brouwer, Paris, 2003.
- Paul Verdeyen, SJ, Ruusbroec l'Admirable, Paris, 1990 (réed. 2004)
- Ruusbroec l'Admirable, La Pierre brillante, traduction, et commentaires par Max Huot de Longchamp, Sources Mystiques, Centre St Jean de la Croix /  Editions du Carmel, 2010. Cet ouvrage est une introduction spirituelle à l’œuvre de Ruusbroec et à la mystique des béguines.

#### en Anglais
- Evelyn Underhill: Ruysbroeck, London, Bell, 1915. Online